# ラセーグ徴候
ラセーグ徴候とは神経診断学における根症状をみるための検査である。下肢の挙上という点で髄膜刺激症状の一つであるケルニッヒ徴候と共通するが、その方法は異なる。SLR（Straight Leg Raising Test、下肢伸展拳上検査）、ラセーグテストとも言う。坐骨神経麻痺の鑑別に使われる。
患者を仰臥位にしたうえで、検査官はの片側の下肢を挙上し、痛みが大腿後面と膝下まで発現（すなわち坐骨神経領域）しそれ以上股関節の屈曲が出来ない場合に陽性とする。
バリエーションとして、患者を座らせた状態で実施することもあるが、これはテストの感度を低下させる。

## 解釈
まっすぐ伸ばした脚が30度から70度の間の角度にあるときに患者が坐骨神経痛を訴えた場合、この検査は陽性であり、椎間板ヘルニアが疼痛の原因である可能性を示唆する。陰性であったときは、その腰痛は別の原因であることが高いとされる。
ラセーグ徴候は馬尾、神経根、坐骨神経の障害を示唆する所見である。頚部でのスパーリング徴候と同様根症状を示唆する。陽性であった場合は腹臥位で臀部から大腿後面にかけて圧痛があるか確認する。これをValleix圧痛点という。
ラセーグ徴候を調べるときに挙上していない側の坐骨神経領域に疼痛が誘発される場合がある。これを逆ラセーグ徴候といい、これは坐骨神経領域の痛みが誘発された下枝側の腰椎椎間板ヘルニアによる坐骨神経への圧迫を示唆する。

## 歴史
フランスの整形外科医「シャルル・ラゼーグ（fr:Charles Ernest Lasègue）」の名前に由来する。彼の著書にはラセーグ徴候自体のことは書いてあるが、名前自体は書いてなかった。彼の弟子であるJ.J.Forstにより1881年に坐骨神経痛の仮病を装う兵士を鑑別するため紹介した。